# Назаркевич Ярослав Іванович
Назарке́вич Яросла́в Іва́нович (14 лютого 1924, с. Ясенів — 5 червня 1982, м. Львів) — львівський архітектор, багаторічний керівник майстерні львівської філії УДНДІ проєктування міст «Діпромісто», головний архітектор проєктів, член Спілки архітекторів СРСР

## Біографія
Народився 14 лютого 1924 р. в селі Ясенів на Бродівщині в родині сільського дяка. У 1936 р. закінчив сім класів початкової школи, продовжив навчання в Золочівській середній школі. Перед початком війни навчався у Бродівській середній школі і врешті 1941 р. закінчив середню шкільну освіту у Львові.
У 1943 р. вступив на так звані «Технічні фахові курси», заняття на яких відбувалися у незайнятих німецьким військом корпусах Політехніки. 1945 р. вступає до Львівського політехнічного інституту на архітектуру (керівником кафедри є один з нечисленних представників передвоєнної професури Львова Іван Багенський). Серед його однокурсників були й інші архітектурні таланти: Ярослав Новаківський, Роман Липка, Олег Радомський. Після отримання в 1950 р. диплому з присвоєною кваліфікацією «інженер-архітектор» працює у Рівному до 1954 р.. Згодом повертається до Львова, де його постійним і незмінним місцем роботи стає Львівська філія Українського державного науково-дослідного інституту проєктування міст «Діпромісто» (від 1993 року львівська філія перейменована на Державний інститут проєктування міст «Містопроект») на посаді головного архітектора проєктів. З 1959 р. член Спілки архітекторів СРСР.
З 1955 р. одружений з Вірою-Марією Редько, донькою відомого українського мовознавця Юліана Редька.
5 червня 1982 р. архітектор помер у Львові. Похований на Личаківському цвинтарі, поле № 5, поруч з могилою матері Олександри Назаркевич.

## Творчість

Дім на розі Городоцької і Ярослава Мудрого.

Серед житлових будинків початку 1950-х рр. слід відзначити наріжний будинок Ярослава Мудрого, 1 на розі з Городоцькою, збудований у 1952–1954 рр. за проєктом Ярослава Назаркевича у співпраці з Анатолієм Консуловим. Він був першим багатоквартирним житловим будинком, збудованим за проєктом архітектора Назаркевича у Львові.
П'ять поверхів цього будинку дуже грамотно ритмічно поділені на три частини, що зменшуються догори. Наріжна частина всіх поверхів ризалітно виступає на невелику відстань, що створює асоціацію вежі, завершеної рельєфними півкругами та обелісками. Другий і третій поверхи кутової композиції оздоблено пілястрами з канелюрами і карнизом. Між вікнами спостерігається рельєфна композиція з застосуванням соціалістичної символіки. Це остання данина, яку віддав Ярослав Назаркевич радянському монументальному класицизму.
Назаркевич мав надзвичайне чуття пропорцій, досконало володів практичним використанням теорії «золотого перетину», мав енциклопедичні знання у різних гуманітарних галузях, і слідкував за всіма новими тенденціями архітектури. Тому зумів у своїх проєктах запровадити прийоми, які раніше ніхто в Україні не використовував. Зазвичай житлові будинки, запроєктовані ним, львів'яни називали зведеними за чеським проєктом, бо у них було вигідне, покращене планування помешкань і сучасний, елегантний вигляд фасадів. Окрім того він постійно прискіпливо слідкував за якістю роботи будівельників, часто виїжджаючи на об'єкти в процесі авторського нагляду.
До найкращих реалізованих проєктів можна віднести більшість проєктів, реалізованих у Львові, Києві, Харкові, Вінниці, Трускавці, Володимирі-Волинському, зокрема: 
- 1955–1956 ph. — інтер'єри Будинку Архітектора (Порохова вежа), спільно з Я. О. Новаківським та О. А. Радомським;
- 1963 р. — житлові будинки на проспекті Свободи, 6-8, де містилося відоме серед львів'ян кафе «Червона Шапочка» (нині — ресторан японської кухні «Острів суші»). Стадіон «Дружба» на 45 000 місць, у співавторстві з Володимиром Блюсюком, Ларисою Скорик, Ярославом Порохнавцем;
- 1971 р. — ансамбль житлових 10-поверхівок по вул. Ніщинського, Кривчицька дорога, 1; вул. Станція Личаків, 1 та Копальній, 6; Львівське профтехучилище № 32 на вул. Кривоноса;
- 1970-і рр. — п'ятиповерховий житловий будинок на вул. Панаса Мирного, 43;
- 1980-і рр. — вул. Корольова, 10, вул. Родини Крушельницьких, 1а;
- студентські гуртожитки Львівської академії мистецтв на вул. Кримській, 26а, 28, 30;
- гуртожитки — вул. Зеленій, 105, 115 (обидва на 315 місць); вул. Володимира Великого, 14, 16, 18, 20; вул. Угорська, 2.

З нереалізованих, але дуже цікавих проєктів є будинок творчості молоді на Погулянці, у якому використане його принципове планувальне рішення і загальний стиль архітектурних об'ємів з характерним для Назаркевича потужним обрамленням вікон, виступаючими бетонними рамками, проєкт бібліотеки Університету на вул. Драгоманова, який би надзвичайно гарно вписався з також нереалізованим проєктом розбудови Національного Музею роботи Ярослава Новаківського, лікарня на вул. Зеленій, проєкт інституту «Містопроект» на Т.Чупринки тощо.
В останній період життя був головним архітектором північного району Львова, справою свого життя вважав мікрорайон вулиці Топольної, де у 1975–1978 рр. створив серію 14-поверхових житлових будинків. Встиг ще проконтролювати будівництво надзвичайно вдало вписаних у горбистий ландшафт п'яти- і дев'ятиповерхових житлових масивів на Топольній. За цей комплекс Ярослава Назаркевича подавали на здобуття Шевченківської премії. Безпомилкове ландшафтне чуття архітектора дозволило 1966 р. створити йому разом із львівськими скульпторами Теодозією Бриж та Євгеном Дзиндрою величний скульптурно-меморіальний комплекс на місці колишнього концтабору у Володимир-Волинську. При в'їзді до Трускавця стоїть створена ним спільно з художником Євгеном Безніском стела.
Плідно працював у галузі малярства (портрети, пейзажі) і оригінальної графіки. Був неперевершеним майстром дружнього шаржу і епіграм. Він чудово володів мистецтвом шрифта і створював нові українські шрифти на основі вивчення спадщини Нарбута, Ковжуна, Сластьона, Нагірного, Левинського. Він умів на роботі і в побуті створити душевні взаємозв'язки з людьми, знаходити і створювати середовище прихильників і однодумців. Вирізнявся глибокою ерудованістю. Протягом життя укомплектував чудову бібліотеку — всього біля десяти тисяч книг.
Новаторство Ярослава Назаркевича було багатогранним — розробив цілий ряд базових зразків багатоповерхового малосімейного житла гуртожитського типу. Тоді стояло на державному рівні питання швидкого збільшення кількості житла для львів'ян, і Назаркевич вирішив його за рахунок системної технології. Він зумів здешевити житло шляхом уніфікації і технологічності виробництва, які зумів максимально естетизувати. За допомогою доступних матеріалів і простих форм, в умовах жорстких фінансових обмежень умів створювати відчуття свіжості й сучасності архітектури. Розробивши авторську інженерію й технологію естетики, створив стиль лаконічної шляхетності.
У 1970-х рр. з'являлося вже панельне будівництво і він вдало поєднував його з цеглою, впроваджуючи кольорові панелі, що розширювало архітектурну палітру майстра. Вдало вмів використовувати вертикальну пластику фасадів, упорядковуючи і збагачуючи їх ритмом і метром пілястр. Поєднував площину фасаду з прозорими й непрозорими екранами балконів і лоджій, що створювало орнаментальну ритміку.
У містобудівному аспекті він умів класично вписувати об'єкти в існуюче середовище, що створювало ансамбль. Коли треба було, створював не домінуючі, а фонові об'єкти, і цей фон ставав теж своєрідним персонажем.

## Реалізовані проєкти
- Стадіон «Дружба» у Львові, нині стадіон «Україна» (у співавторстві).
- Багатоквартирні житлові будинки у Львові. Зокрема на розі вулиці Городоцької і Ярослава Мудрого (1950—1955, співавтор Анатолій Консулов), на вулиці Долішній, 7, проспекті Свободи 6/8 (1964).
- Гуртожиток на 315 місць на вулиці Зеленій, 105 у Львові.
- Серія 14-поверхових житлових будинків нинішньої вулиці Гетьмана Мазепи у Львові (1975—1978).
- Меморіальний комплекс пам'яті жертв фашизму у Володимирі-Волинському. Скульптори Євген Дзиндра і Теодозія Бриж. Споруджений 1965 року[3] (є також версії про 1966[4] і 1967[5]). Реконструйований у 1985-му.[5] Фотографії пам'ятника експонувались на виставці львівських художників у Києві 1970 року[4] і республіканській виставці 1980 року.[3]
- Пам'ятник Іванові Трушу в селі Висоцько (1967, скульптор Євген Дзиндра[3], є також версія про 1973 рік[6]).

Дім на розі Городоцької і Ярослава Мудрого
Дім №6-8 на проспекті Свободи.
Вишиваний гутожиток на Кримській 30
Володимира_Великого 14, 16, 18, 20
Зелена 115
Крушельницьких 1А